# Бедрино (Новосибирская область)
Бедрино — село в Сузунском районе Новосибирской области России. Входит в состав Болтовского сельсовета.

## География
Площадь села — 89 гектаров.

## Население
| 2002 | 2007 | 2010 |
| ---- | ---- | ---- |
| 322  | ↗326 | ↘299 |

## Инфраструктура
В селе по данным на 2007 год функционируют 1 учреждение здравоохранения и 1 учреждение образования.